# Кусова Земля
Кусова Земля — относительно крупный остров архипелага Новая Земля. Административно принадлежит Архангельской области.
Расположен в Баренцевом море, на крайнем юге архипелага. Южнее находится лишь малый безымянный остров, далее, за проливом Карские Ворота, находится остров Вайгач. Недалеко от острова расположена банка Прокофьева и банка Персей.
Остров имеет изрезанную форму и размеры 18 × 6 км. Высшая точка — 59 метров, расположена на северо-западе острова, вторая по высоте точка — 52 метра, находится в центральной западной части острова. Ещё одна возвышенность, 50 метров, находится на востоке острова. Имеется множество озёр и ручьёв. Озеро у губы Тархова и озеро на юго-востоке являются солёными.
В остров врезаются несколько заливов, крупнейший из них это губа Тархова, находится на юго-востоке.
На северо-западе остров омывается заливом Пахтусова.
Крайняя северная и западная точка острова — мыс Панфёрова, крайняя южная — мыс Кусов Нос. Крайняя восточная точка расположена немного северо-восточнее мыса Елены.
Ближайшие острова — Красные, Малый Олений, Тройной, острова Демидова, остров Жарков, остров Октавина, Вторая Луда, Средний, Первая Луда, острова Нахимова, Малый Логинов.

## Топографические карты
- Лист карты R-40-XV,XVI Русаново. Масштаб: 1 : 200 000. Состояние местности на 1976-1981 год. Издание 1987 г.